# Sistema tariffario integrato
Un sistema tariffario integrato (in Svizzera: comunità tariffale o comunità tariffaria) consente, in un certo ambito territoriale (locale, provinciale o regionale), di utilizzare indifferentemente vari mezzi di trasporto pubblico (treno, autobus, metropolitana ecc.), anche di aziende diverse, presenti al suo interno con un unico titolo di viaggio.
Vengono adottati al fine di favorire, promuovere e facilitare l'uso del trasporto pubblico locale, grazie all'unificazione e semplificazione dei biglietti. Nati sulla scorta di esperienze legate a grosse realtà metropolitane, tali sistemi sono stati poi adottati anche in ambiti territoriali più vasti, fino a livello regionale.
Presentano criticità non trascurabili dal punto di vista gestionale, in quanto non sempre è agevole effettuare una ripartizione degli introiti ("clearing") tra le diverse aziende che effettuano il servizio che dia effettivamente conto del corrispettivo dovuto. Un altro aspetto delicato è costituito dal periodo durante il quale tali metodi vengono introdotti, per cui l'utenza deve assistere ad un brusco adeguamento con impatti spesso non trascurabili.
Ad un sistema tariffario integrato spesso si associa (anche se non è strettamente indispensabile) l'introduzione di un sistema di bigliettazione elettronica, che consente l'utilizzo del servizio avvalendosi di titoli di viaggio e validatrici elettronici. Tale soluzione favorisce l'adozione e l'utilizzo del sistema tariffario grazie alla possibilità di raccogliere dati molto rappresentativi dell'uso del servizio per ripartire al meglio gli introiti alle varie aziende.

## Tipi di sistemi tariffari integrati
Un sistema tariffario integrato può rispondere a diverse logiche tariffarie.
Vengono utilizzati principalmente due tipi di tariffazione:
- a scaglioni chilometrici;
- a zone.

Ad esempio se si deve raggiungere la località ipotetica D dalla località A nel primo caso si valuterà solo la distanza (arrotondata in base agli scaglioni disponibili) nel secondo caso si valuteranno le zone tariffarie attraversate.
I titoli di viaggio si distinguono in:
- forfettari: biglietti a tempo o abbonamenti che danno diritto a viaggi illimitati su un determinato itinerario in un arco di tempo; sono quelli tradizionali e più diffusi;
- a scalare: sia sotto forma di abbonamenti, eventualmente con costi progressivamente scontati in base alla frequenza o quantità di utilizzo del servizio oppure quelle "carte" contenenti un certo importo che viene ridotto in base alle corse effettuate, sia per lunghezza del percorso (chilometri) che per mezzo utilizzato.

## I sistemi tariffari integrati in Italia
All'inizio del 2007 in Italia si contavano 43 forme di sistemi integrati. Di essi solo 13 sono integralmente sostitutivi dei sistemi preesistenti mentre i restanti risultano alternativi ai precedenti - che sono quindi rimasti in vigore. In quest'ultimo caso non si può parlare propriamente di sistemi integrati.
Tra i sistemi integrati veri e propri che coinvolgono praticamente tutte le società e i mezzi di trasporto all'interno di una vasta area ci sono:
- UnicoCampania, sistema integrato regionale della Campania.
- Mi Muovo, sistema integrato regionale della Emilia-Romagna (in fase di attivazione, con entrata a regime nel 2012).
- Metrebus, sistema integrato regionale del Lazio.
- Io Viaggio, sistema integrato regionale della Lombardia.
- UnicO, sistema integrato dell'Area Metropolitana Chieti-Pescara.
- Sistemi tariffari integrati delle provincie autonome di Trento e Bolzano.
- Unica Veneto, sistema integrato regionale del Veneto (Sperimentazione avviata il 13 febbraio 2017 dalla Regione Veneto con Trenitalia, Dolomiti Bus e Busitalia Veneto).[4][5][6]
- Bip, sistema integrato regionale del Piemonte.

Altri sistemi integrati si estendono su ambiti territoriali provinciali o metropolitani (come lo STIBM di Milano).
Sono in attivazione (con tempi previsti anche superiori ai due anni) i sistemi tariffari integrati su supporti elettronici della regione Liguria (BELT), della regione Piemonte (BIP) e della regione Veneto.

### Il sistema tariffario integrato della Lombardia
Nella Regione Lombardia il sistema tariffario integrato di trasporto pubblico, attivato dal 2011, prende il nome di "Io Viaggio Ovunque", e permette di utilizzare quasi tutti i trasporti pubblici locali urbani/extraurbani - quali autobus, tram, metropolitane, filobus, treni regionali, diverse funicolari e anche la navigazione pubblica sul Lago d'Iseo - nell'intera regione (formula "Io Viaggio Ovunque in Lombardia" - IVOL) o nella provincia prescelta (formula "Io Viaggio Ovunque in Provincia" - IVOP, ad eccezione delle province unite di Milano e Monza-Brianza, dove dal 2019 è stato sostanzialmente sostituito dall'abbonamento mensile STIBM della massima estensione, "Mi1-Mi9"), senza vincolo di tragitto (no unica partenza-destinazione).
Il prezzo è di 107 € al mese per l'abbonamento regionale IVOL, ma sono disponibili anche biglietti al portatore per 1, 2, 3 e 7 giorni, oppure abbonamenti trimestrali e annuali. La versione ad area provinciale IVOP ha 3 fasce tariffarie diverse a seconda della provincia prescelta, ed è fruibile solo tramite abbonamenti mensili.
Il titolo di viaggio può essere cartaceo/magneto-cartaceo (particolarmente i biglietti al portatore da 1 a 7 giorni) oppure elettronico (direttamente sulla tessera Io Viaggio, o sulla Carta Regionale dei Servizi se di ultima generazione). Sono disponibili tariffe agevolate per particolari categorie di persone (anziani, disabili, etc.).
I servizi di trasporto ferroviario fruibili con l'acquisto di un abbonamento "Io Viaggio Ovunque in Lombardia" (mensile, trimestrale o annuale) possono essere ampliati abbinandovi la Carta Plus Lombardia (riservata a residenti in Lombardia, mensile o annuale, disponibile per tragitti senza limitazioni chilometriche o in 2 sotto scaglioni), che permette anche l'utilizzo di treni InterCity, InterCity Notte, EuroCity e Freccia Bianca con origine, destinazione o transito in Lombardia (per tragitti di lunghezza compatibile con lo scaglione chilometrico acquistato - e in ogni caso entro i confini nazionali, in seconda classe, senza garanzia posto a sedere, ed esclusivamente in una sola tratta pre-indicata e comunque entro i confini regionali - comprese le estensioni della Tariffa Unica Regionale TUR). Implementando un abbonamento IVOL mensile/plurimensile con l'acquisto di Carta Plus Lombardia è inoltre possibile accedere anche alla prima classe (anziché solo alla seconda) dei treni di tipologia regionale in Lombardia - ma solo su una tratta pre-indicata compatibile con lo scaglione chilometrico acquistato - e dei treni Malpensa Express.

### Il sistema tariffario integrato della provincia di Bolzano
Nella provincia autonoma di Bolzano il sistema tariffario integrato (Trasporto integrato Alto Adige, in tedesco Verkehrsverbund Südtirol) permette l'utilizzo di quasi tutti i mezzi di trasporto pubblico presenti sul territorio (comprese funivie, funicolari, treni regionali e internazionali), con possibilità di "sconfinamenti" verso Trento e Innsbruck in Austria. Per quest'ultima città, l'estensione prevede inoltre due tipi di biglietti giornalieri per i mezzi urbani.

In Alto Adige, la varietà di titoli di viaggio propone: 
- corsa singola;
- "carte valore", contenenti un importo predefinito che viene ridotto con ogni viaggio, in base ai chilometri percorsi e al tipo di mezzo utilizzato, oltre ad una "tassa" fissa giornaliera;
- abbonamenti: ridotti per studenti e pendolari, ordinari su itinerari a scelta dell'utente, "turistici" per determinate zone;
- "carta famiglia" per nuclei con almeno quattro componenti, permettono viaggi su quasi tutta la rete con uno sconto di oltre il 50%;
- "Abo+" gratuiti per studenti fino a 26 anni di età e anziani oltre i 70 ovvero con un contributo annuo fisso per le persone oltre i 60.

Ogni mezzo di trasporto inserito nel sistema è dotato di una obliteratrice elettronica che riconosce il titolo di viaggio, calcola il costo della corsa e - in tempo reale o al termine del servizio - trasmette i dati ad un elaboratore centrale che provvede alla contabilizzazione alle varie aziende interessate.
Per velocizzare la salita a bordo dei viaggiatori sono in corso di sperimentazione tessere di abbonamento basate su tecnologia RFID grazie alla quale lo scambio di informazioni fra carta e obliteratrice avviene senza fili mediante un sistema radio.

## Le comunità tariffali svizzere
In Svizzera esistono numerose comunità tariffali. Alcune di esse concernono unicamente gli abbonamenti.
La prima comunità tariffaria, quella del nord-ovest del Paese (regione di Basilea), risale al 1987.

### Biglietti e abbonamenti
| Sigla | Nome completo                                                    | Regione coperta | Popolazione servita | Lunghezza della rete | Numero di fermate | Logo                                           |
| ----- | ---------------------------------------------------------------- | --- | ------------------- | -------------------- | ----------------- | ---------------------------------------------- |
| TVA   | Tarifverbund A-Welle                                             | Canton Argovia (all'eccezione del distretti di Laufenburg e Rheinfelden), territorio orientale del canton Soletta                                  | 607'000             | ignota               | 1'576             | Logo Tarifverbund A-Welle                      |
| LTV   | Tarifverbund Bern-Solothurn «Libero»                             | Canton Berna, territorio sudoccidentale del canton Soletta                                                                                         | 670'000             | 1'620                | 1'710             | Logo Tarifverbund Bern-Solothurn               |
|       | Engadin Mobil «nus collians»                                     | Canton Grigioni (solo Alta Engadina) | ignota              | ignota               | ignota            | Logo Engadin Mobil                             |
| CTIFR | Communauté tarifaire Frimobil / Tarifverbund Freiburg «frimobil» | Canton Friburgo, canton Vaud (solo Distretto della Broye)                                                                                          | 260'000             | ignota               | 900               | Logo CTIFR                                     |
| CTGE  | Communauté tarifaire genevoise «unireso»                         | Canton Ginevra | 445'000             | 450                  | 1'522             | Logo CTGE                                      |
| TVLU  | Tarifverbund Luzern/Obwalden/Nidwalden «Passepartout»            | Cantoni Lucerna, Obvaldo e Nidvaldo | 430'000             | 900                  | 1'200             | Logo Tarifverbund Luzern/Obwalden/Nidwalden    |
| TNW   | Tarifverbund Nordwestschweiz                                     | Cantoni Basilea Città, Basilea Campagna, Argovia (solo distretti Rheinfelden e Laufenburg), Soletta (solo distretti Dorneck e Thierstein)          | 545'000             | 1'919                | 1'009             | Logo Tarifverbund Nordwestschweiz              |
| TVSH  | Tarifverbund Schaffhausen «FlexTax»                              | Sciaffusa (inclusi alcuni comuni limitrofi dei cantoni Turgovia e Zurigo nonché della regione tedesca del Baden-Württemberg)                       | 102'000             | 330                  | 350               | Logo Tarifverbund Schaffhausen                 |
| TVSZ  | Tarifverbund Schwyz «Schwyzerpass»                               | Canton Svitto (ad eccezione dei distretti Höfe e March)                                                                                            | 75'000              | 270                  | 360               | Logo Tarifverbund Schwyz                       |
| TVZG  | Tarifverbund Zug «Zugerpass»                                     | Canton Zugo | 110'000             | 220                  | 323               | Logo Tarifverbund Zug                          |
| CTV   | Communauté tarifaire vaudoise «mobilis»                          | Canton Vaud | 310'000             | 400                  | 771               | Logo mobilis                                   |
| OTV   | Tarifverbund Ostwind                                             | Cantoni Appenzello Esterno, Canton Appenzello Interno, Glarona, San Gallo, Turgovia                                                                | 750'000             | 2'700                | 2'704             | Logo Tarifverbund Ostwind                      |
| CTNE  | Communauté tarifaire intégrale neuchâteloise «Onde Verte»        | Canton Neuchâtel | 200'000             | 600                  | 619               | Logo CTNE                                      |
| CTM   | Comunità tariffale Ticino e Moesano «Arcobaleno»                 | Canton Ticino e Canton Grigioni (solo Distretto di Moesa)                                                                                          | 329'955             | 1'314                | 1'613             | Logo della Comunità tariffale Ticino e Moesano |
| ZVV   | Zürcher Verkehrsverbund                                          | Canton Zurigo (all'eccezione del comune di Hagenbuch) e alcuni comuni limitrofi dei cantoni Argovia, Sciaffusa, Svitto, San Gallo, Turgovia e Zugo | 1'310'000           | 3'513                | 2'543             | Logo ZVV                                       |
| TVWZ  | Tarifverbund Wirtschaftsraum Zürich «Z-Pass»                     | Canton Zurigo e cantoni limitrofi | 1'700'000           | ignota               | ignota            | Logo TVWZ                                      |

### Solo abbonamenti
| Sigla | Nome completo                            | Regione coperta  | Popolazione servita | Lunghezza della rete | Numero di fermate | Logo                                  |
| ----- | ---------------------------------------- | ---------------- | ------------------- | -------------------- | ----------------- | ------------------------------------- |
| TVBO  | Tarifverbund Berner Oberland «BeoAbo»    | Oberland Bernese | ignota              | ignota               | ignota            | Logo des Tarifverbund Berner Oberland |
| BÜGA  | Abbonamento Generale Grigioni «BÜGA»     | Canton Grigioni  | ignota              | ignota               | ignota            | Logo BÜGA                             |
| CTJU  | Communauté tarifaire VagABOnd «vagABOnd» | Canton Giura     | 90'000              | 342                  | 318               | Logo vagABOnd                         |

## I sistemi tariffari integrati negli altri Paesi
Negli altri Paesi le prime esperienze di integrazione tariffaria risalgono alla fine degli anni '60, nelle principali metropoli europee. Negli anni, tutte le capitali europee sono pervenute all'adozione di sistemi tariffari integrati su scala metropolitana o regionale, talvolta supportati da sistemi di bigliettazione elettronica. Si menzionano in particolare i sistemi di Londra, Parigi, Barcellona.